# The Box (groupe)
Pour les articles homonymes, voir The Box.
The Box est un groupe de pop rock canadien, originaire de Montréal, au Québec. Il est formé en 1981 par Jean-Marc Pisapia, et connait un succès commercial énorme au Canada. Le groupe se sépare en 1990, mais se reforme en 2005. Plusieurs de leurs albums atteignent les charts canadiens.

## Biographie

### Première période (1981–1990)
Le groupe est formé par l'auteur-compositeur-interprète Jean-Marc Pisapia (né à Montréal le 13 novembre 1957), qui avait auparavant fait des tournées comme claviériste de Men Without Hats, et par Luc Papineau, qui devait faire office d'ingénieur du son. Avant que le groupe soit destiné à s'appeler The Box, il était connu comme Checkpoint Charlie.
Le premier single du groupe attire l'attention de la chaine de radio montréalaise CKOI-FM, ce qui apporte un accord avec Alert Records. Leur premier album, The Box, est publié en 1984, et produit les singles à succès Must I Always Remember et Walk Away. Avec les autres membres du groupe, Guy Pisapia (claviers), Jean-Pierre Brie (guitare basse) et Guy Florent (guitare), The Box enregistre son premier vinyle, The Box, qui incluait Walk Away et Must I Always Remember.
Avec Claude Thibault, en remplacement de Florent, et l'addition de Philippe Bernard (batterie), The Box connait son premier succès national en 1985 grâce à la chanson bilingue L'Affaire Dumoutier (parue sur All the Time, All the Time, All the Time...), suivie en 1987 par les chansons à succès Closer Together, Ordinary People et Crying out Loud for Love (sur Closer Together). The Box obtient le concours des chanteuses Sylvie Daviau, Sass Jordan et Martine St-Clair pour Closer Together, qui se vend à plus de 100 000 exemplaires, et gagne un trophée Félix comme album anglophone de l'année 1987. Un quatrième album (cassette et CD), The Pleasure and the Pain (1989), incluait les succès Carry On, Temptation et Inside My Heart.
The Box reçoit des trophées Félix comme groupe de l'année en 1985, comme groupe anglophone et pour le clip vidéo (Closer Together) de l'année en 1987. Il effectue plusieurs tournées au Canada, autant comme tête d'affiche dans les boîtes de nuit, les lieux de concert (par exemple Ontario Place) et tant dans les universités, que dans les arénas comme première partie de spectacles de Chris de Burgh (1987) et de plusieurs autres. Un dernier album, intitulé The Pleasure and the Pain, est publié en 1990. Une compilation, A Decade of Box Music, suit en 1992, avant la séparation du groupe.

### Retour (depuis 2002)
The Box tente d'effectuer un retour en 2005. Cependant, le succès ne vient pas : le dernier album Black Dog There se vend mal, et plusieurs concerts doivent être annulés du fait que les billets ne se vendaient tout simplement pas. Depuis, le groupe jouera rarement en concert.
Un nouvel album plus progressif et entièrement consacré au Horla, de Guy de Maupassant, est publié en novembre 2009. Leur retour est remarqué et salué par plusieurs critiques élogieuses,. « Jean-Marc Pisapia, leader et chanteur du groupe, livre ici une œuvre résolument anti-commerciale (presque toutes les pièces sont trop longues pour nos radios frileuses) et, contre toute attente, l'un des meilleurs disques de rock progressif en français paru depuis longtemps. Étonnant! », explique Réjean Beaucage, du journal Voir.ca. Il s'agit du premier CD complètement en français du groupe. Cette même année, The Box est invité à jouer à l'émission canadienne Star Académie à laquelle ils participeront de nouveau en 2014.

## Discographie
- 1984 : The Box
- 1985 : All the Time, All the Time, All the Time
- 1987 : Closer Together
- 1990 : The Pleasure and the Pain
- 1992 : A Decade of Box Music (compilation)
- 1995 : John of Mark (album solo de Jean-Marc Pisapia)
- 2003 : Always in Touch With You: The Best of the Box (compilation)
- 2005 : Black Dog There
- 2007 : The Best of the Box (CD + DVD)
- 2009 : Le Horla